# Hudson (New York)
Hudson település az USA New York államában, Columbia megyében, melynek megyeszékhelye is. Lakosainak száma 5894 fő (2020. április 1.).

## Népesség
A település népességének változása:

| 2010 | 6 713 |
| 2020 | 5 894 |